# Ezek a fiatalok (film, 1967)
Az Ezek a fiatalok... 1967-ben Banovich Tamás rendezésével készült fekete-fehér, magyar zenés film, mely a MAFILM 4. Játékfilmstúdióban készült. A balatonlellei kertmoziban mutatták be először, 1967 nyarán. A film dalairól nagylemezt is kiadtak.
Az Ezek a fiatalok naiv, banális története szóra sem érdemes. A film nyilvánvalóan nem is a történetmesélés kedvéért készült, hanem a sztori lehetőséget adott az első magyar beatzene-film megszületésének. Az Illés együttes eredeti dalai (mellette egy-egy számmal a Metró és az Omega) tehetségükkel és jókedvű frissességükkel nem a magyar filmtörténetet, hanem a magyar rock- (beat)-zene történetet alapozták meg.

## Szereplők
- Kosztolányi Balázs (Koroknai Laci)
- Koncz Zsuzsa (Kolos Zsuzsa)
- Berek Kati (Koroknainé)
- Őze Lajos (Pálfi Antal, rendező)
- Kállai Ferenc (Koroknai)
- Szabó Éva (Kis Erzsi)
- Antal Imre
- Bodrogi Gyula
- Csányi Miklós
- Dévai Kamilla
- Tóth Judit
- Garay Tamásné
- Gyenge Árpád
- Uri István (Mák Karcsi)
- Máriáss József
- Némethy Ferenc
- Pauló Lajos
- Reinitz György
- Sántha Teréz
- Sívó Mária (Márkusné)
- Szőnyi Edit
- Takács Mária
- Tomanek Nándor
- Tándor Lajos
- Dózsa László
- Dudás Mária
- Farkas Mária
- Fábry Péter
- Keresztes Tibor
- Kiss István fh.
- Zalatnay Sarolta
- Konrád Antal
- Koltai Róbert fh.
- Kotroczó Klára
- Leisen Antal
- Molnár Katalin
- Mayer Péter
- Szabó György
- Szegő András
- Vajó Sándor
- Várkonyi Gábor
- Földes László (Hobo) (táncoló fiú)

### AzIllés zenekar
- Szörényi Levente
- Illés Lajos
- Szörényi Szabolcs
- Pásztory Zoltán
- Bródy János

### AMetro együttes
- Sztevanovity Zorán
- Sztevanovity Dusán
- Schöck Ottó
- Rédei Gábor
- Veszelinov András

### AzOmega együttes
- Mihály Tamás
- Benkő László
- Kóbor János
- Kovacsics András
- Laux József

## A filmben szereplő dalok
A címek mögött zárójelben a dalszerző szerepel.
- Bolond lány (Szörényi Levente)
- Eljöttél (Szörényi Levente)
- Tarara-dam (Szörényi Levente)
- Fáradt vagyok (Szörényi Levente)
- Láss, ne csak nézz (Szörényi Levente)
- Sárga rózsa (Szörényi Levente)
- Néma szerelem (Szörényi Levente)
- Ez az a ház (Illés Lajos)
- Szőke Anni balladája (Illés Lajos)
- Mostanában bármit teszünk (Sztevanovity Zorán)
- Mr. Alkohol (Szörényi Szabolcs)
- Gyémánt és arany (Schöck Ottó)

Szöveg: Bródy János, Sztevanovity Dusán.
A dalokat előadja az Illés zenekar, a Metro együttes, az Omega együttes, Koncz Zsuzsa, Zalatnay Sarolta és Oroszi Péter.